# Кредитна карта
Кредитната карта е вид разплащателно средство за покупка на стоки, услуги и др. За разлика от дебитната карта, сумата за покупка с кредитна карта не се изтегля от банковата сметка на картодържателя, а от отпуснатия кредитен лимит от банката или кредитната компания. В някои случаи кредитната карта е кодирана така, че да може да се надвишава допустимият лимит. Кредитните карти са важни за създаване и изграждане на кредитна история, която влияе на условията за отпускане на потребителски кредити като заеми, ипотеки и покупки на лизинг на автомобили например, както и други.

## Параметри и условия
Всяка кредитна карта има няколко характеристики. Най-важните от тях са:
- Кредитен лимит – финансовите средства, които могат да се ползват с дадената карта. Освен общия кредитен лимит, кредитните карти могат да имат и допълнителни лимити за ден, седмица или трансакция.
- Лихвен процент
- Гратисен период – период, през който ако се погаси задължението, не се дължат лихви. Обикновено кредитните карти имат гратисен период.
- Обезпечение – понякога за по-големи суми се изисква обезпечение
- Такси – тук се включва както таксата за издаване, годишната такса за обслужване, така и таксата при теглене на пари в брой и плащания